# Les Z'invincibles
Pour les articles homonymes, voir Les Invincibles.
Les Z'invincibles est une série télévisée française en 7 épisodes de 26 minutes créée par Jean-François Porry et diffusée en 1991 sur TF1.

## Synopsis
Cette série met en scène quatre adolescents qui jouent les détectives.

## Distribution
- Gianni Giardinelli : Guillaume
- Julie Glenn : Julie
- Jean-Michel Leray : Benjamin
- Joachim Mazeau : Alex
- Marie Lenoir : Devila
- Louise Alexandra Ehrlich : Sylvia
- Alexandre Styker : Xantor
- Pierre Martot : Otto
- Jacky Henser : Colossus
- Jean-Hugues Laleu : le palefrenier
- Michel Duplaix : le propriétaire
- Didier Moniotte : le vagabond
- Jo Charrier : le moine
- Elrik Thomas : homme en noir
- Christophe Allwright : homme en noir
- Jean-Claude Bolle Reddat : le jardinier
- Jo Camacho : l'italien
- Luis Marques : le faux détective
- Jeupeu
- Cyril Monge

## Épisodes
1. Le jardin d'à côté
2. Le trésor des moines
3. Le voleur de chevaux
4. Les terrestres extras
5. Les Z'invincibles contre Devila
6. L'enlèvement de Julie
7. Les Z'invincibles prisonniers